# Lawrence megye (Tennessee)
Lawrence megye az Amerikai Egyesült Államokban, azon belül Tennessee államban található. Megyeszékhelye és legnagyobb városa Lawrenceburg. Lakosainak száma 44 159 fő (2020. április 1.). Lawrence megye Lewis, Lauderdale, Maury, Giles és Wayne megyékkel határos.

## Népesség
A megye népességének változása:
| Lakosok száma | 41 992 | 42 049 | 42 117 | 41 990 | 42 564 | 44 159 |
|               | 2010   | 2011   | 2012   | 2013   | 2015   | 2020   |